# Bernardo Canal
Bernardo Canal (1674–1744) malarz włoskiego baroku. Żył i tworzył w Wenecji. Ojciec Canaletta (Giovanniego Antonia Canala),